# Powłoka masy
Powłoka masy w fizyce teoretycznej to abstrakcyjna matematyczna hiperpowierzchnia zanurzona w przestrzeni pędów. Wiąże ona energię, pęd i masę spoczynkową rozpatrywanej cząstki lub procesu. Określa ją równanie:
{\displaystyle E^{2}-p^{2}c^{2}=m^{2}c^{4}}
Powłoka masy jest konsekwencją szczególnej teorii względności oraz założenia, że masa spoczynkowa jest niezmienna. Jeśli założyć dodatkowo, że masa może być wyłącznie dodatnia, to powłoka masy przybiera kształt czterowymiarowego odpowiednika hiperboloidy dwupowłokowej w przestrzeni pędów. W granicy masy zerowej (np. dla fotonu) powłoka masy redukuje się do czterowymiarowego odpowiednika stożka. Dla masy dodatniej (i zerowej) dwie rozłączne powłoki hiperboloidy (lub stożka) odpowiadają cząstkom i antycząstkom. Gdyby dopuścić możliwość istnienia urojonej masy spoczynkowej, to powłoka masy przybrałaby kształt czterowymiarowej hiperboloidy jednopowłokowej i opisywałaby zachowanie tachionów.
Spełnienie równania powłoki masy jest równoważne spełnieniu równań ruchu. Można więc rozpatrywać odpowiednik powłoki masy w fizyce nierelatywistycznej, biorąc równania ruchu odpowiednie dla danej teorii. Jednak sama nazwa "powłoka masy" odnosi się ściśle do traktowania czterowektora energii-pędu jako obiektu pewnej przestrzeni czterowymiarowej, stąd ma sens jedynie w teorii względności.
Równanie powłoki masy jest prawem fizyki i spełniają je wszystkie obserwowane procesy. Można jednak teoretycznie założyć, że równanie to nie jest spełnione i badać konsekwencje takiego postulatu. Mówi się wtedy o procesach (równaniach, cząstkach) poza powłoką masy.
Istnieją prawa fizyki, które są spełnione wyłącznie na powłoce masy (np. twierdzenie Noether). Istnieją jednak takie prawa, które obowiązują nawet kiedy równanie powłoki masy nie jest spełnione.
Cząstki wirtualne nie spełniają równania powłoki masy.